# خوان ألبرت فيلكا
خوان ألبرت فيلكا (بالإسبانية: Juan Albert Viloca)‏ مواليد 17 يناير 1973 في برشلونة، هو لاعب كرة مضرب إسباني بدأ مسيرته كمحترف سنة 1992 يلعب باليد اليمنى. يفضل اللعب على الأرضية الترابية والتي عليها وصل إلى النهائيين الوحيدين في مسيرته في رابطة محترفي التنس وذلك سنة 1997. أعلى تصنيف له في الفردي كان المركز الـ 47 في سنة 1997.

## روابط خارجية
- خوان ألبرت فيلكا على موقع رابطة محترفي التنس (الإنجليزية)
- خوان ألبرت فيلكا على موقع الاتحاد الدولي لكرة المضرب (الإنجليزية)